# Žirovnica (Batočina)
Žirovnica (em cirílico: Жировница) é uma vila da Sérvia localizada no município de Batočina, pertencente ao distrito de Šumadija, na região de Šumadija e Lepenica. A sua população era de 742 habitantes segundo o censo de 2011.

## Demografia
| 1948 | 1953 | 1961 | 1971 | 1981 | 1991 | 2002 | 2011 |
| ---- | ---- | ---- | ---- | ---- | ---- | ---- | ---- |
| 1216 | 1216 | 1188 | 1055 | 1078 | 974  | 830  | 742  |